# Siegfried Wallendorf
Siegfried Wallendorf (* 1939 in Cottbus; † 5. Mai  2011 ebenda) war ein deutscher Schauspieler und Regisseur.

## Leben
Nach einem mehrjährigen Engagement am Städtischen Theater Karl-Marx-Stadt wechselte Siegfried Wallendorf 1968 an das Theater der Stadt Cottbus, dem späteren Staatstheater. Hier wirkte er bis zu seinem Eintritt in das Rentenalter 2004, also 36 Jahre, als Schauspieler und Regisseur. Weitere Gastinszenierungen hatte er in Senftenberg, Altenburg und Frankfurt (Oder), Neustrelitz und Potsdam. Selten spielte er die großen Rollen, aber er machte die Kleineren zu etwas Besonderem.
Bereits im Dezember 1989 rief er gemeinsam mit Gerhard Printschitsch mit der TheaterNative C ein Privattheater ins Leben. Hier stand er, besonders nach seinem offiziellen Abschied aus dem Staatstheater, häufig auf der Bühne. 
Siegfried Wallendorf verstarb 2011 im Alter von 72 Jahren in Cottbus.

## Filmografie
- 1981: Polizeiruf 110: Alptraum (Fernsehreihe)
- 1991: Spreewaldfamilie (Fernsehserie, 1 Episode)
- 2000: Der letzte Zeuge (Fernsehserie, 1 Episode)

## Theater

### Schauspieler
- 1963: Matthias Csismarek: Mein blauer Himmel – Regie: Günther Fritzsche (Städtische Theater Karl-Marx-Stadt)
- 1965: Armin Stolper nach Daniil Granin: Zwei Physiker – Regie: Erwin Arlt  (Städtische Theater Karl-Marx-Stadt)
- 1965: Gunter Koch: Mordsache Brisson – Regie: Rüdiger Volkmer (Städtische Theater Karl-Marx-Stadt)
- 1984: Peter Hacks/ Jacques Offenbach: Die schöne Helena (Menelaos) – Regie: Dieter Roth (Theater der Stadt Cottbus)
- 1989 Heiner Müller: Der Auftrag – Regie: Heiner Müller (Theater der Stadt Cottbus)
- 1993: William Shakespeare: Othello (Doge) – Regie: Christoph Schroth (Staatstheater Cottbus)
- 1995: Heiner Müller: Die Umsiedlerin oder Das Leben auf dem Lande (Landrat/Alter Bauer) – Regie: Christoph Schroth  (Staatstheater Cottbus)
- 1996: Erwin Strittmatter: Ole Bienkopp – Regie: Christoph Schroth (Staatstheater Cottbus)
- 2000: William Shakespeare: Wie es euch gefällt – Regie: Alejandro Quintana (Staatstheater Cottbus)
- 2007: Samuel Beckett: Das letzte Band (Krapp) – Regie: Gerhard Printschitsch (Kleine Komödie Cottbus – TheaterNative C)
- 2008: Peter Turrini nach Carlo Goldoni: Die Wirtin – Regie: Gerhard Printschitsch (Kleine Komödie Cottbus – TheaterNative C)
- 2010: Stefan Vögel: Süßer der Glocken (Großvater) – Regie: Gerhard Printschitsch (Kleine Komödie Cottbus – TheaterNative C)
- 2010: Frank Wildhorn/Leslie Bricusse: Jekyll & Hyde (Lord Glossop) – Regie: Martin Schüler (Staatstheater Cottbus)

### Regisseur
- 1983: Wilhelm Hauff: Das kalte Herz (Friedrich-Wolf-Theater Neustrelitz)
- 1987: Hans Ostarek: Die Abenteuer der Don Quijote – gespielt von seinen Freunden (Theater der Stadt Cottbus)
- 1988: Franz von Pocci: Die Erbschaft (Theater der Stadt Cottbus)